# Foni Kansala
Il distretto di Foni Kansala è un distretto del Gambia nella Divisione della West Coast con 12.247 abitanti al censimento del 2003.

## Società

### Evoluzione demografica
In base ai dati del censimento 1993 la popolazione del distretto era così suddivisa dal punto di vista etnico:
| Etnia       | Abitanti | %     |
| ----------- | -------- | ----- |
| Mandingo    | 988      | 13,70 |
| Fulani      | 402      | 5,57  |
| Wolof       | 216      | 2,99  |
| Jola        | 5.185    | 71,90 |
| Serahule    | 178      | 2,47  |
| Altre etnie | 242      | 3,36  |